# Regione di Alaotra Mangoro
La regione di Alaotra Mangoro è una regione della provincia di Toamasina, nel Madagascar orientale.
Il capoluogo della regione è Ambatondrazaka.
Ha una popolazione di 1 255 514 abitanti, distribuita su una superficie di 31948 km².
Nel suo territorio ricade il lago Alaotra, il più grande lago del Madagascar.

## Geografia antropica

### Suddivisioni amministrative
La regione è suddivisa in 5 distretti:
- distretto di Ambatondrazaka
- distretto di Amparafaravola
- distretto di Andilamena
- distretto di Anosibe An'ala
- distretto di Moramanga